# Pseudabutilon callimorphum
Pseudabutilon callimorphum är en malvaväxtart som beskrevs av R. E. Fries. Pseudabutilon callimorphum ingår i släktet Pseudabutilon och familjen malvaväxter. Utöver nominatformen finns också underarten P. c. intermedium.